# Groupement hospitalier de territoire du Loiret
Le groupement hospitalier de territoire du Loiret, abrégé en GHT du Loiret, est un groupement hospitalier de territoire, mode de coopération entre les établissements publics de santé en France à l’échelle du département du Loiret.

## Organisation
L’objectif d'un groupement hospitalier de territoire est de « garantir à tous les patients un meilleur accès aux soins en renforçant la coopération entre hôpitaux publics autour d’un projet médical ». L’établissement support du groupement est le centre hospitalier universitaire d’Orléans. 

## Composition
Le groupement hospitalier de territoire du Loiret est composé de 7 établissements hospitaliers :  
- Le centre hospitalier universitaire d’Orléans
- Le centre hospitalier Pierre-Dézarnaulds de Gien
- Le centre hospitalier Lour-Picou de Beaugency
- Le centre hospitalier de l’agglomération montargoise d’Amilly
- Le centre hospitalier de Sully-sur-Loire
- Le Groupement hospitalier de Pithiviers-Neuville aux bois
- L'établissement public de santé mentale du Loiret Georges Daumézon de Fleury-les-Aubrais